# Véronique Bonni
 (octobre 2015).
Si vous disposez d'ouvrages ou d'articles de référence ou si vous connaissez des sites web de qualité traitant du thème abordé ici, merci de compléter l'article en donnant les références utiles à sa vérifiabilité et en les liant à la section « Notes et références ».
Véronique Bonni, née le 24 juillet 1965 à Verviers est une femme politique belge, membre du Parti socialiste.

## Biographie
Après des études en histoire de l'art à l’Université de Liège, elle change d'orientation pour devenir assistante sociale, un métier qu'elle a eu l’occasion d’exercer notamment en dirigeant le Service d’Aide aux Familles et Personnes Âgées de Verviers. Elle s'engage au PS en 1983 alors qu'elle n'a que 18 ans et commence à s'impliquer dans la politique communale de Dison. Elle se porte candidate aux élections communales en 1994 et devient échevine. Elle est réélue en 2000, 2006 et 2012.
Parallèlement, en 2004, elle devient députée communautaire le temps d’un mandat. Le 26 juin 2013, à la suite du départ de Thierry Giet vers la Cour Constitutionnelle, elle devient députée fédérale durant une année. Le 25 mai 2014, elle est élue députée wallonne et communautaire et démissionne de son poste de première échevine afin de respecter le décret anti-cumul. Elle milite principalement pour les droits des femmes, l'égalité de chacun face à l'enseignement et le bien-être des personnes handicapées.